# Taoxu (köping i Kina, Shandong)
Taoxu (kinesiska: 桃墟镇, 桃墟) är en köping i Kina. Den ligger i provinsen Shandong, i den östra delen av landet, omkring 150 kilometer sydost om provinshuvudstaden Jinan. Antalet invånare är 38446. Befolkningen består av 19 117 kvinnor och 19 329 män. Barn under 15 år utgör 16,0 %, vuxna 15-64 år 70 %, och äldre över 65 år 13,0 %.
Genomsnittlig årsnederbörd är 938 millimeter. Den regnigaste månaden är juli, med i genomsnitt 328 mm nederbörd, och den torraste är januari, med 6 mm nederbörd.